# Reithrodontomys raviventris
Reithrodontomys raviventris és una espècie de mamífer rosegador de la família dels cricètids. És endèmic de Califòrnia (Estats Units). Es tracta d'un animal majoritàriament nocturn. El seu hàbitat natural són els aiguamolls d'aigua salada o salabrosa. Està amenaçat per la destrucció i pertorbació del seu medi. El seu nom específic, raviventris, significa ‘panxa grisa’ en llatí.